# 오버발트역
오버발트역(독일어: Oberwald)은 스위스 발레주에 있는 오버발트 마을을 운행하는 기차역이다. 역은 미터궤 푸르카 오버알프 철도(FO)에 있는 푸르카 베이스 터널의 서쪽 포털에 가깝다. 이 미터궤는 발레주의 브리크와 우리주의 안데르마트, 괴세넨과 그라우뷘덴주 디젠티스/무쉬테를 연결한다. FO와 BVZ(브리크-피스프-체르마트 철도) 간의 합병 이후, 2003년 1월 1일부터 FO는 마터호른 고트하르트 철도(MGB)가 소유, 운영하고 있다.
2010년 8월 12일에 열린 행사에서 오버발트역은 1982년 푸르카 베이스 터널로 대체된 FO 구간을 여름에 운영하는 유산 철도인 푸르카 증기 철도(DFB)의 역이 되었다. 오버발트와 글레치 사이의 DFB는 2010년 6월 18일 선로의 해당 부분의 물리적 재연결을 표시하는 행사에서 금 스파이크를 구동한 후 그날 공식적으로 재개되었다. 2010년 8월 13일 DFB 예정 서비스가 시작되었다.

## 운행편
다음 서비스는 오버발트에서 정차한다.
- 레기오 : 피스프와 안데르마트 사이를 매시간 운행한다.
- 오버발트와 레알프 사이의 푸르카 베이스 터널을 통과하는 차량 셔틀 열차가 자주 운행된다.
- 전통적인 산악 루트를 통한 오버발트와 레알프 사이의 DFB 유산 열차 서비스는 6월과 10월 사이에만 운영된다.[6]

장거리 빙하특급은 오버발트를 멈추지 않고 통과한다. 빙하특급은 2014년 후반에 오버발트에서 정차를 중단했다. 제안된 그림젤 터널의 건설은 북쪽의 그림젤 고개 아래에서 마이링엔역으로 향하는 4번째 미터궤 철도 연결을 제공할 것이다.

## 같이 보기
- 빙하특급